# Rivièra

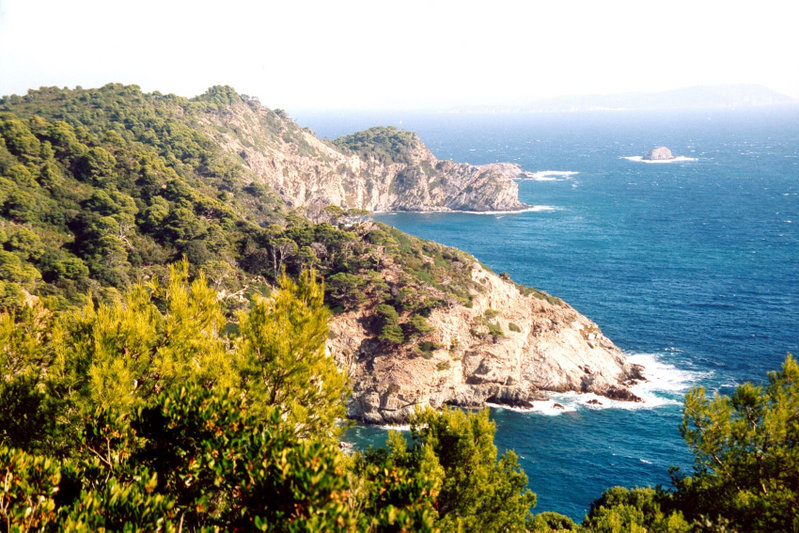
De Franse Rivièra, Porquerolles

De naam Rivièra werd oorspronkelijk alleen gebruikt voor de continentale kust van het koninkrijk Sardinië; dat was de Middellandse Zeekust van de monding van de rivier de Var ten westen van Nice tot de grens met het hertogdom Massa en Carrara ten oosten van La Spezia. Het uiterste westen werd in de jaren 1860 en 1861 afgestaan door Sardinië en Monaco aan Frankrijk; de rest kwam bij het nieuwe koninkrijk Italië. Sindsdien spreekt men van Franse (van Nice tot en met Menton) en Italiaanse Rivièra (van Ventimiglia tot en met La Spezia). In 1887/8 introduceerde de Fransman Liégeard de benaming Côte d'Azur voor de Middellandse Zeekust van Marseille tot Genua. Die term wordt alleen nog gebruikt voor het Franse gedeelte van Marseille tot en met Menton en vaak voor kleinere delen, maar wel altijd tot en met Menton. Dat heeft ertoe geleid dat velen begrijpelijk genoeg het spoor bijster zijn geraakt en de termen Côte d'Azur en Franse Rivièra met elkaar verwarren.
Rivièra is afgeleid van het Latijnse adjectief riparius (van de oever/zeekust; ripa betekent oever of  zeekust). In het Italiaans betekent riviera nu zeekust.
In het Nederlands wordt Rivièra met een accent geschreven, in de meeste andere talen niet.
De benaming Rivièra wordt ook gebruikt voor andere kusten met mooie stranden en aanzienlijk toerisme:
- Albanese Rivièra
- Britse Rivièra
- Bulgaarse Rivièra
- California Rivièra
- Chinese Rivièra (Hainan of Zhuhai)
- Duitse Riviera, zuidelijke kust van de Oostzee in Mecklenburg-Voorpommeren
- Long Beach, New York, "The Riviera of the East"
- Makarska Riviera
- Riviera Maya in Mexico
- Rockaway Beach, Queens, the "Irish Riviera"
- Russische Riviera
- Turkse Rivièra
- Zwitserse Rivièra (noordoever van het meer van Genève)
- Riviera (district) (district in het Zwitserse kanton Ticino)
- Medulinska rivijera

Daarnaast:
- Een historisch motorfietsmerk, zie Riviera (motorfiets)
- De Rivièrahal, het hoofdgebouw van Diergaarde Blijdorp in Rotterdam.